# Церковь Покрова Пресвятой Богородицы «на рву»
Храм в честь Покрова Пресвятой Богородицы «что на рву» — приходской храм Калужской епархии Русской православной церкви. Одна из старейших сохранившихся церквей в Калуге. Построена в стиле русское узорочье в 1687 году на месте деревянной церкви. В советские годы была закрыта и использовалась как инкубатор.

## История
Каменная Покровская церковь построена между 1685 и 1687 годами на четыре сажени южнее места, где стояла прежняя деревянная, названная в описи 1626 года «Церковью Всемилостивейшаго Спаса да Покрова Святей Богородицы». На месте старого здания был установлен каменный столб. При церкви было кладбище, на котором захоронены убитые в войнах с поляками.
В XVIII веке, пострадавший от пожаров, храм был перестроен, при нём сооружена колокольня, по-новому заложено пятиглавие. В 1823 году вблизи церкви устроена каменная часовня. В число прихожан храма в разное время входили такие известные в городе люди, как Городской голова И. И. Борисов, губернский архитектор И. Д. Ясныгин, а также семейства Унковских и Оболенских.
В 1894 году в храм была перенесена чудотворная икона Петровской Божией Матери, ранее хранившаяся в семье бывших купцов Сапожниковых, живших в доме рядом с церковью. В день перенесения (22 ноября), как и день Петровской иконы Божией Матери, было решено каждый год устраивать в церкви праздник.
В 1930 году церковь была закрыта и с 1935 вплоть до 1989 года использовалась под инкубатор, после чего была передана Калужскому отделению Всероссийского музыкального общества. В 1960 году церковь была причислена к памятникам архитектуры республиканского значения. С 1990 года служила концертным залом. Здание возвращено Калужской епархии в 1994 году. Главный алтарь был освящен 15 марта 1998 года архиепископом Климентом. За месяц до этого при храме была открыта детская воскресная школа.

## Архитектура
Храм пятиглавый, одноэтажный. Главы, перестроенные позднее уже в духе XVIII века, поставлены на самых углах церковного корпуса. По северной и южной стороне церкви расположены по три оконца. Средние окна боковых фасадов отличаются от боковых по размерам и деталям. Отделка наличников окон сделана из лекального кирпича. Наличники состоят из колонок с перехватами, которые поддерживают маленькие фронтончики, с украшениями в тимпане. Над окнами сложный карниз, поддерживающий под кровлей ряд декоративных кокошников с килевидным завершением, по пять с каждой из сторон, исключая западную, где их шесть. По углам храма размещены по четыре связанных тонких колонки без капителей. Боковые входы в церковь представляют собой отлогие арки, со свесом посредине, опирающиеся краями на невысокие столбы-кубышки и образующие крытые паперти.
Колокольня — невысокая восьмиугольная, из двух с половиной ярусов. Нижняя четырехгранная часть — более старая, сохранила на себе следы заложенной арки входа в храм из-под колокольни и имеет с боковых сторон оконца, имитирующие храмовые.

## Духовенство
- настоятель храма — протоиерей Андрей Богомолов
- протоиерей Михаил Бабко
- иерей Николай Лукашов[8]